# Heraclones
Heracli, més conegut pel diminutiu Heraclones (en grec: Ἡρακλειωνᾶς, Heraclionas) fou un emperador romà d'Orient. Era fill d'Heracli i de la seva segona esposa Martina. Va assumir el poder als quinze anys conjuntament amb el seu germanastre Constantí III Heracli, però fou deposat el mateix any per una revolta instigada pel seu germanastre que tenia por que no es respectessin els drets successoris dels seus propis fills.

## Ascens al tron
Heraclones va néixer a la Làzica el 626 mentre el seu pare estava en campanya militar contra Còsroes II, emperador sassànida. Probablement era el quart fill de Martina i Heracli, però el primer nascut sense cap deformitat física i, per tant, apte per accedir al tron.
Cap a finals del regnat d'Heracli, va obtenir a través de la influència de la seva mare el títol d'august, el 4 de juliol del 638. El pare va morir l'11 de febrer del 641 i el març va ser proclamat emperador juntament amb el seu germanastre Constantí III. Martina va llegir el testament davant del senat i de la multitud convocada a l'hipòdrom de Constantinoble en el qual es deia la doble successió amb Martina com a consellera; el senat va replicar que li concedirien el respecte que es mereixia com a vídua i mare d'un emperador però no l'acceptaven com a governant, cosa que, si calia, assumiria el senat.
La prematura mort del seu germà, el maig del 641, el va deixar com a emperador únic el juny del mateix any. Els drets dels fills de Constantí foren ignorats per l'ambiciosa mare d'Heraclones, Martina. El difunt Constantí, preveient que passaria això a la seva mort, havia escrit una carta al general Valentí, incitant-lo a la rebel·lió. Entre la població va córrer el rumor que Martina havia causat la mort del seu fillastre Constantí III per assumir el poder, ja que Heraclones era menor d'edat.

## Exili i mort
El setembre del 641 una revolta popular contra Martina dirigida per Valentí, comandant de les tropes a Àsia, va obligar la regent a proclamar coemperador el nebot d'Heraclones, Constant II.Tot seguit va enderrocar la regent, que fou castigada amb la mutilació de la llengua. Sembla que la intenció no era enderrocar Heraclones, però si castigar-lo i se li va tallar el nas. Probablement a causa de les ferides, Heraclones va ser considerat no apte per al govern, mare i fill foren exiliats, confinats a un monestir de Rodes, on van restar fins que van morir en data desconeguda, potser fins i tot el mateix any a causa de la mutilació. Fou la primera vegada que aquesta pràctica bàrbara de la mutilació es va aplicar contra un emperador.
Al tron li va succeir el seu nebot Constant II, fill de Constantí III.